# Джум-Джум, Мусаиб Мамедалиевич
Мусаиб Мамедалиевич Джум-Джум (азерб. Musaib Məmmədalieviç Cüm-Cum) (Баку, 1905 — июль 1974, Дербент) — советский театральный режиссёр. Работал режиссером в азербайджанском, горско-еврейском и лезгинском театрах в г. Дербенте, Дагестанской АССР. В 1945 году, Мусаибу Джум-Джуму было присвоено звание «Заслуженного артиста Дагестанской АССР». В 1960 году он получил звание «Народного артиста Дагестанской АССР». Имел многие правительственные награды и почетные грамоты.

## Биография
Мусаиб Джум-Джум родился в 1905 году в Баку в семье ремесленника. После смерти матери он остался на попечении соседки-армянки, которая его вырастила.
После установления Советской власти в Азербайджане Мусаиб Джум-Джум поступил в школу, где и началась его сценическая карьера.
С 1920 по 1928 год, продолжая учёбу, он одновременно работал в Театре рабочей молодёжи (ТРАМ).
С 1928 по 1933 год работал в Государственном Азербайджанском театре в Тбилиси, одновременно обучаясь в театральной студии.
С 1933 по 1949 год Мусаиб Джум-Джум работал театральным режиссёром азербайджанского и горско-еврейского театров в Дербенте, а позже стал их главным режиссёром. После упразднения этих театров он перешёл в Государственный лезгинский музыкально-драматический театр им. С. Стальского, где работал режиссёром до октября 1967 года. С 1960 по 1964 год он также был главным режиссёром вновь созданного межколхозного горско-еврейского театра.
С октября 1967 года и до выхода на пенсию он работал режиссёром в горско-еврейском народном театре. Мусаиб Джум-Джум активно занимался культурно-шефской работой в Вооружённых силах СССР, особенно в годы Великой Отечественной войны. Он организовал специальные бригады для культурного обслуживания солдат и призывников в воинских частях, на призывных пунктах, в госпиталях и на оборонительных рубежах, поставив в общей сложности 810 концертов и спектаклей.
За свою сценическую карьеру Мусаиб Джум-Джум поставил 140 спектаклей.
Мусаиб Джум-Джум владел несколькими языками: азербайджанским, горско-еврейским, армянским и лезгинским.
Скончался Мусаиб Джум-Джум в июле 1974 года в Дербенте.

## Награды
- 1945, «Заслуженный артист Дагестанской АССР»
- 1960, «Народный артист Дагестанской АССР»